# 이항근
이항근(1957년 11월 10일 ~ )은 지역을 살린 학교교육전문가이다.

## 학력
- 군산중앙초등학교 졸업
- 군산중학교 졸업
- 군산고등학교 졸업
- 공주사범대학 수학과 졸업

## 교직 관련 경력
- 1983년 9월 고창군 신림중학교 교사 발령
- 2008년 9월 ~ 2012년 8월 군산 회현중학교 교장
- 2013년 9월 ~ 2017년 8월 군산 남고등학교 교장
- 2017년 9월 ~ 2020년 2월 전주교육지원청 교육장
- 2020년 2월 28일 정년퇴임

## 교육 및 시민사회 경력
- 1989년  전교조 결성 관련 해직(해직기간 4년 8개월)
- 1992년 전국교직원노동조합 전북지부장
- 2003년  전국교직원노동조합 전북지부장
- 2004년  (사)참여자치군산시민연대 공동대표
- 2012년  전라북도교육청 제1기 혁신학교 운영위원회 위원
- 2020년  현) 군산자원봉사센터 자문위원장
- 2021년  현) 전라북도교육청 대표 시민감사관
- 2021년  현) 대통령 직속 국가교육회의 교육위원회 설치 지원 전문위원

## 성장과정
이항근은 군산에서 태어나 이른 나이에 아버지를 여의고 홀어머니 슬하에서 초등학교 6학년 때부터 신문 배달을 할 정도로 가난한 어린 시절을 보냈다. 군산고등학교를 거쳐 공주사대 수학과에 진학했다. 재학 시절엔 공주시 이인면 상록학원이라는 야학 교사생활을 하며 자기처럼 가난한 이웃들에게 관심을 보였다.
대학 졸업후 ROTC학군장교 보병 소위로 임관돼 강원도 고성 철책선의 소대장을 지냈다. 장교시절 그는 관행처럼 여겨오던 전령에게 군화 닦기, 옷 세탁을 맡기는 것을 거부하고 ‘걸레 소대장’이란 별명을 자랑처럼 여겼다. 1983년 전역과 함께 고창군 신림면 신림중학교 수학교사로 첫 발령을 받았다.

## 교사생활
교사 이항근은 대학시절 가난했지만 눈동자가 맑았던 상록학원의 야학 아이들과 같은 신림중학교 학생들을 만나게 된다. 3학년 50명 여학생들의 담임이 된 것. 쉬는 시간에 아이들과 축구를 하다 아킬레스건이 끊겨 깁스상태에서 가정방문을 다녔다. 아이들의 집은 자신의 어린시절 가난했던 집과 비슷했고, 집안을 보여주지 않으려 했다. 부모들은 아직도 논밭에서 일하고 있었다. 교사 이항근은 막걸리를 사들고 논밭두렁에서 면담을 하곤 했다. 날이 어두워지면 마을 정자에서 아이들과 깔깔대며 얘기하고 귀가했다.
이듬해 군대보다 더한 독선적인 교장을 만나 점점 눈 밖에 나면서 문제교사가 되는 게 불가피했다. 몇 년 지난후인 1989년 문교부의 문제교사 식별법에 나온 것처럼 이항근은 촌지를 받지 않고, 학급문집을 만든 교사였고, 학생들에게 지나치게 친절한 교사가 되고 있었다. 1985년 이항근처럼 교장에게 찍혀 좌천돼 온 장미애 미술교사를 만나게 되고 둘은 1987년 결혼해 아들과 딸 1남1녀를 둔다.
이항근은 1988년 고창교사협의회 창립을 주도하고 9월 고향인 군산으로 옮겨 군산남중학교 수학교사, 군산옥구교사협의회 조직부장을 맡게 된다. 이후 전교조 결성에 참여한 이유로 1988년 8월 2일 해임통보를 받는다. 학교에서 길거리 교사가 된 것이다. 이항근은 꼬박 5년을 그렇게 살았다. 전교조 군산지회장, 2차례 전교조 전북지부장을 지냈으며 0교시 폐지운동을 펼쳤다. 아이들에게 아침밥을 먹게 하자고 했고, 단식으로 항의해 전북교육청의 개선을 약속받았다.
5년간의 해직교사생활을 마치고 1994년 군산월명여중 3학년 담임으로 복직했다. 이 때 학생들에게 얻은 별명이 ‘걸어다니는 천사’다. 아이들을 괴롭히는 수학 교과를 조금 재미있게 가르치고, 지친 아이들의 수호천사가 되고 싶은 마음이 컸던 게 아이들에게 그렇게 보였나 보다.
1999년 전교조는 합법노조가 됐고, 전북교육청과의 교섭 테이블의 실무대표를 맡는다. 이항근은 ‘주장에서 대안으로’를 중시했으며 교사 역할에 대한 책무가 무거워짐을 확인하기 시작한다.

## 학교 혁신 노력
이항근이 두 번째 전교조 전북지부장을 지낼 때 노무현 탄핵반대 촛불집회가 타올랐다. 전교조도 탄핵반대 교사 시국선언을 하게 되고, 이항근은 벌금형을 선고받아 전북교육청으로부터 견책 3개월 처분 징계를 받는다. 이 결과로 2007년 당시 근무했던 서흥중학교에서 하급지인 회현중학교로 좌천당하게 된다.
회현중 아이들은 가난했고, 생동감마저 없었다. 성적이 좋은 아이들은 초등학교 졸업과 함께 도시 중학교로 진학했고, 남겨진 아이들에게 열패감에 휘감겨 있었다. 학교는 조용히 침몰하는 배와 같았다. 이항근은 교사들과 함께 새로운 학교를 고민하기 시작했다. 정부의 획일적인 학교정책을 깨는 사례를 학교현장에서 만들어보자고 의기투합했다. 이항근은 공모교장이 됐고, 교사들과 함께 나를 가꾸고 남을 배려하는‘ 세움·나눔’ 교육을 학교 철학으로 정했다. 정규과정에서 교장이 꾸릴 수 있는 20%의 교과 권한을 가지고 아이들에게 필요하지만 지금껏 하지 못했던 비정규 교과목을 커리큘럼에 포함시켰다. 그렇게 정식 수업시간에 연극, 상상력, 독서토론, 음악, 철학, 미술 수업 등을 시작했다. 이 같은 노력은 3년 만에 폐교위기에 놓였던 군산회현중학교를 전국에서 찾는 혁신학교로 탈바꿈시켰다. 이항근은 공모교장 임기 4년을 마치고 동산중학교 수학교사로 돌아갔다.
이같은 노력을 알아본 걸까? 이항근은 2017년 전주교육지원청 교육장으로 임명된다. 이항근 전주교육장은 ‘전주시 모든 곳이 아이들의 교실입니다. 전주 시민 모두가 아이들의 교사입니다’를 캐치프레이즈로 걸었다. 교육이 교실에서 교사만이 하는 것이 아님을 말하고 싶었다. 다가오는 미래를 만드는 교육이 지역교육공동체성에 있기에 지원행정이 필요하다고 여겼다. 2020년 2월말 그는 36년 6개월의 교직생활을 마무리하고 정년퇴임을 했다.